# 奥多摩町国民健康保険奥多摩病院
奥多摩町国民健康保険奥多摩病院（おくたままちこくみんけんこうほけんおくたまびょういん）は、東京都西多摩郡奥多摩町氷川1111番地にある医療機関。奥多摩町が運営する町立病院で、二次救急指定病院でもある。隣接地に、奥多摩町保健福祉センターがある。

## 沿革
1955年7月に国民健康保険直営氷川診療所として開設。その後1958年4月に、現名称に改称。1966年10月に付属日原診療所を、1979年7月に付属峰谷診療所を開設。同年10月には、救急指定病院に認定される。1988年には改築が完成し、現病床数となる。1996年には旧館の改築も完成し、全身用コンピュータ断層診断装置（CT）が導入される。また12月には看護婦寮も完成する。翌1997年には超音波診断装置が、2000年にはX線透視撮影装置も導入された。

## 診療科
- 内科
- 外科
- 整形外科

## 保険指定施設
- 保険医療機関
- 救急告示医療機関
- 生活保護法指定医療機関
- 労災保険指定医療機関

## 主要設備
- リハビリテーション設備一式
- CTスキャン
- 心電図
- マンモグラフィ（乳房エックス線撮影装置）
- 食道、胃、十二指腸内視鏡検査設備
- 骨塩量測定装置
- 超音波診断装置

## 附属診療所
奥多摩町国民健康保険病院事業の設置に関する条例第1条第2項により、次の附属診療所を置く。
- 奥多摩町国民健康保険奥多摩病院日原診療所（日原768番地の3）
- 奥多摩町国民健康保険奥多摩病院峰谷診療所（川野529番地の1）

## 関連病院
日本医科大学付属病院

## 規模・構造
延床面積 2,626.7m2、鉄筋コンクリート造、地上2階地下1階

## 交通
- JR東日本青梅線奥多摩駅より奥多摩湖方面行き西東京バスに5分乗車「病院前」下車すぐ。奥多摩駅より徒歩15分。